# Constantin Ofițerescu
Constantin Ofițerescu (n. 14 iulie 1936, Lugoj, Timiș, România – d. 11 februarie 2007, Constanța, România) a fost un antrenor român de lupte greco-romane.

## Carieră
Constantin Ofițerescu a câștigat în 1958 titlul național la categoria 52 kg la greco-romane.
El a pregătit timp de 42 de ani numeroși campioni europeni, mondiali și olimpici. Din 1970 și până în 2004 a activat doar la Clubul Sportiv Farul Constanța, fiind, din 1977, antrenor emerit. De-a lungul impresionantei sale cariere a câștigat, prin sportivii pe care i-a antrenat, peste 300 de titluri și medalii naționale. Cei mai importanți sportivi pe care i-a descoperit și pregătit, obținând rezultate remarcabile, au fost: Ion Draica, Constantin Alexandru, Stefan Negrișan (locul 4 la JO din 1984, campion mondial în 1985, medaliat cu bronz la CM din 1982, vicecampion european în 1982, 1984, 1985). Printre alți sportivi de marcă pregătiți de Constantin Ofițerescu s-au numărat Sorin Hertea, Ender Memet, Ion Hanu, Gheorghe Zaharia, Anton Arghira, Ion Irimiciuc și Valentin Rebegea.
În anii 1977 a obținut titlul de Maestru al Sportului și Ordinul „Meritul Sportiv” clasa a III-a. În 2004 a fost decorat cu Ordinul „Meritul Sportiv” clasa a I.